# Saoirse
Saoirse ([ˈsˠiːɾʲʃə]; Hörproben siehe unter Weblink) ist ein weiblicher Vorname, der aus dem Irischen (also der irisch-gälischen Sprache) stammt. Es handelt sich um das irische Wort für „Freiheit“. Im Englischen wird der Name auch [ˈsɜːʃɐ] ausgesprochen.

## Herkunft
Der Name wurde ab den 1920er-Jahren in Irland im Zuge der irischen Unabhängigkeitsbewegung populär.

## Namensträgerinnen
- Erin Saoirse Adair (* 1991), kanadische Folksängerin
- Saoirse-Monica Jackson (* 1993), nordirische Schauspielerin
- Saoirse Ronan (* 1994), irische Schauspielerin